# Caecanthrax auratus
Caecanthrax auratus är en tvåvingeart som beskrevs av David John Greathead 1981.
Caecanthrax auratus ingår i släktet Caecanthrax och familjen svävflugor. Inga underarter finns listade i Catalogue of Life.